# Världsmästerskapen i judo 2023
Världsmästerskapen i judo 2023 arrangerades i Doha i Qatar mellan den 7 och 14 maj 2023.

## Medaljörer

### Herrar
| Gren    | Guld                                      | Silver                                   | Brons                             |
| 60 kg   | Francisco Garrigós Spanien                | Dilshodbek Baratov Uzbekistan            | Giorgi Sardalasjvili Georgien     |
| 60 kg   | Francisco Garrigós Spanien                | Dilshodbek Baratov Uzbekistan            | Lee Ha-rim Sydkorea               |
| 66 kg   | Hifumi Abe Japan                          | Joshiro Maruyama Japan                   | Yondonperenlein Baskhüü Mongoliet |
| 66 kg   | Hifumi Abe Japan                          | Joshiro Maruyama Japan                   | Walide Khyar Frankrike            |
| 73 kg   | Nils Stump Schweiz                        | Manuel Lombardo Italien                  | Soichi Hashimoto Japan            |
| 73 kg   | Nils Stump Schweiz                        | Manuel Lombardo Italien                  | Murodjon Yuldoshev Uzbekistan     |
| 81 kg   | Tato Grigalasjvili Georgien               | Matthias Casse Belgien                   | Takanori Nagase Japan             |
| 81 kg   | Tato Grigalasjvili Georgien               | Matthias Casse Belgien                   | Lee Joon-hwan Sydkorea            |
| 90 kg   | Luka Maisuradze Georgien                  | Lasja Bekauri Georgien                   | Marcus Nyman Sverige              |
| 90 kg   | Luka Maisuradze Georgien                  | Lasja Bekauri Georgien                   | Sanshiro Murao Japan              |
| 100 kg  | Arman Adamjan Individual Neutral Athletes | Lukáš Krpálek Tjeckien                   | Zelym Kotsoiev Azerbajdzjan       |
| 100 kg  | Arman Adamjan Individual Neutral Athletes | Lukáš Krpálek Tjeckien                   | Peter Paltchik Israel             |
| +100 kg | Teddy Riner Frankrike                     | Inal Tasojev Individual Neutral Athletes | Alisher Yusupov Uzbekistan        |
| +100 kg | Teddy Riner Frankrike                     | Inal Tasojev Individual Neutral Athletes | Rafael Silva Brasilien            |

### Damer
| Gren   | Guld                          | Silver                        | Brons                                 |
| 48 kg  | Natsumi Tsunoda Japan         | Shirine Boukli Frankrike      | Wakana Koga Japan                     |
| 48 kg  | Natsumi Tsunoda Japan         | Shirine Boukli Frankrike      | Assunta Scutto Italien                |
| 52 kg  | Uta Abe Japan                 | Diyora Keldiyorova Uzbekistan | Amandine Buchard Frankrike            |
| 52 kg  | Uta Abe Japan                 | Diyora Keldiyorova Uzbekistan | Odette Giuffrida Italien              |
| 57 kg  | Christa Deguchi Kanada        | Haruka Funakubo Japan         | Lchagvatogoogijn Enchrijlen Mongoliet |
| 57 kg  | Christa Deguchi Kanada        | Haruka Funakubo Japan         | Jessica Klimkait Kanada               |
| 63 kg  | Clarisse Agbegnenou Frankrike | Andreja Leški Slovenien       | Szofi Özbas Ungern                    |
| 63 kg  | Clarisse Agbegnenou Frankrike | Andreja Leški Slovenien       | Joanne van Lieshout Nederländerna     |
| 70 kg  | Saki Niizoe Japan             | Giovanna Scoccimarro Tyskland | Michaela Polleres Österrike           |
| 70 kg  | Saki Niizoe Japan             | Giovanna Scoccimarro Tyskland | Barbara Matić Kroatien                |
| 78 kg  | Inbar Lanir Israel            | Audrey Tcheuméo Frankrike     | Guusje Steenhuis Nederländerna        |
| 78 kg  | Inbar Lanir Israel            | Audrey Tcheuméo Frankrike     | Alice Bellandi Italien                |
| +78 kg | Akira Sone Japan              | Julia Tolofua Frankrike       | Beatriz Souza Brasilien               |
| +78 kg | Akira Sone Japan              | Julia Tolofua Frankrike       | Raz Hershko Israel                    |

### Mixat
| Gren      | Guld | Silver | Brons |
| Mixat lag | Japan Haruka Funakubo Soichi Hashimoto Kokoro Kageura Hayato Koga Moka Kuwagata Sanshiro Murao Saki Niizoe Tatsuru Saito Maya Segawa Akira Sone Goki Tajima Momo Tamaoki | Frankrike Orlando Cazorla Sarah-Léonie Cysique Romane Dicko Joan-Benjamin Gaba Marie-Ève Gahié Priscilla Gneto Coralie Hayme Alexis Mathieu Amadou Meité Maxime-Gaël Ngayap Hambou Margaux Pinot Joseph Terhec | Georgien Eter Askilashvili Lasja Bekauri Kote Kapanadze Eteri Liparteliani Luka Maisuradze Lasja Sjavdatuasjvili Sophio Somkhishvili Guram Tushishvili Gela Zaalishvili |
| Mixat lag | Japan Haruka Funakubo Soichi Hashimoto Kokoro Kageura Hayato Koga Moka Kuwagata Sanshiro Murao Saki Niizoe Tatsuru Saito Maya Segawa Akira Sone Goki Tajima Momo Tamaoki | Frankrike Orlando Cazorla Sarah-Léonie Cysique Romane Dicko Joan-Benjamin Gaba Marie-Ève Gahié Priscilla Gneto Coralie Hayme Alexis Mathieu Amadou Meité Maxime-Gaël Ngayap Hambou Margaux Pinot Joseph Terhec | Nederländerna Julie Beurskens Frank de Wit Koen Heg Michael Korrel Roy Meyer Kim Polling Guusje Steenhuis Karen Stevenson Noël van 't End Sanne van Dijke               |

## Medaljtabell
*   Värdland ( Qatar)
| Nr                   | Nation                      | Guld | Silver | Brons | Totalt |
| -------------------- | --------------------------- | ---- | ------ | ----- | ------ |
| 1                    | Japan                       | 6    | 2      | 4     | 12     |
| 2                    | Frankrike                   | 2    | 4      | 2     | 8      |
| 3                    | Georgien                    | 2    | 1      | 2     | 5      |
| –                    | Individual Neutral Athletes | 1    | 1      | 0     | 2      |
| 4                    | Israel                      | 1    | 0      | 2     | 3      |
| 5                    | Kanada                      | 1    | 0      | 1     | 2      |
| 6                    | Schweiz                     | 1    | 0      | 0     | 1      |
| 6                    | Spanien                     | 1    | 0      | 0     | 1      |
| 8                    | Uzbekistan                  | 0    | 2      | 2     | 4      |
| 9                    | Italien                     | 0    | 1      | 3     | 4      |
| 10                   | Belgien                     | 0    | 1      | 0     | 1      |
| 10                   | Slovenien                   | 0    | 1      | 0     | 1      |
| 10                   | Tjeckien                    | 0    | 1      | 0     | 1      |
| 10                   | Tyskland                    | 0    | 1      | 0     | 1      |
| 14                   | Nederländerna               | 0    | 0      | 3     | 3      |
| 15                   | Brasilien                   | 0    | 0      | 2     | 2      |
| 15                   | Mongoliet                   | 0    | 0      | 2     | 2      |
| 15                   | Sydkorea                    | 0    | 0      | 2     | 2      |
| 18                   | Azerbajdzjan                | 0    | 0      | 1     | 1      |
| 18                   | Kroatien                    | 0    | 0      | 1     | 1      |
| 18                   | Sverige                     | 0    | 0      | 1     | 1      |
| 18                   | Ungern                      | 0    | 0      | 1     | 1      |
| 18                   | Österrike                   | 0    | 0      | 1     | 1      |
| Totalt (22 nationer) | Totalt (22 nationer)        | 15   | 15     | 30    | 60     |